# Chaetomium brasiliense
Chaetomium brasiliense är en svampart som beskrevs av Bat. & Pontual 1948. Chaetomium brasiliense ingår i släktet Chaetomium och familjen Chaetomiaceae.   Inga underarter finns listade i Catalogue of Life.